# フェルディナンド・カラペティアン
フェルディナンド・カラペティアン（アルメニア語: Ֆերդինանդ Կարապետյան、Ferdinand Karapetian、1992年12月29日- ）は、アルメニアの柔道選手。元ロシアの選手。階級は73kg級。

## 人物
最初はロシアの選手として主に国内の大会において66kg級で活躍していたが、2015年からはアルメニアの選手となった。2016年のグランプリ・サムスンでは3位となった。その後に階級を73㎏級に上げると、2018年にはグランドスラム・デュッセルドルフで3位、グランドスラム・エカテリンブルグでは2位となった。ヨーロッパ選手権では決勝でアゼルバイジャンのヒダヤト・ヘイダロフに合技で一本勝ちして優勝した。しかしながら、アルメニアとの領土紛争を抱えているアゼルバイジャンのバクーで開催される世界選手権には、アゼルバイジャン当局からアルメニア選手団の安全が保障できないとしてビザ発給がなされず、大会に参加できなかった。2021年7月に日本武道館で開催された東京オリンピックでは初戦で敗れた。

## 主な戦績
66kg級での戦績
- 2015年 - グランプリ・タシュケント　7位
- 2016年 - グランプリ・サムスン　3位

73kg級での戦績
- 2018年 - グランドスラム・デュッセルドルフ　3位
- 2018年 - グランドスラム・エカテリンブルグ　2位
- 2018年 - ヨーロッパ選手権　優勝
- 2020年 -　グランプリ・テルアビブ　2位
- 2021年 -　グランドスラム・タシケント　3位

(出典、JudoInside.com)